# Carmenta tucumana
Carmenta tucumana is een vlinder uit de familie wespvlinders (Sesiidae), onderfamilie Sesiinae.
Carmenta tucumana is voor het eerst wetenschappelijk beschreven door Le Cerf in 1911. De soort komt voor in het Neotropisch gebied.